# Arianna Caruso
Arianna Caruso (* 6. November 1999 in Rom) ist eine italienische Fußballspielerin. Sie ist seit 2025 Vertragsspielerin von FC Bayern München, nachdem sie zuvor von Juventus Turin ausgeliehen worden war. Zudem ist sie seit dem Jahr 2019 Spielerin der A-Nationalmannschaft.

## Karriere

### Vereine
Arianna Caruso begann ihre Karriere 2014 bei Res Rom. Im Jahr 2017 wechselte sie zu Juventus Turin. 2021 verlängerte sie ihren Vertrag dort bis 2024.
Am 4. Februar 2025 wurde sie auf Leihbasis bis zum Ende der laufenden Saison vom FC Bayern München verpflichtet. Ihr Pflichtspieldebüt gab sie am 9. Februar 2025 (14. Spieltag) beim 3:1-Sieg im Auswärtsspiel gegen die TSG 1899 Hoffenheim mit Einwechslung für Sydney Lohmann in der Nachspielzeit. Im Sommer 2025 unterzeichnete sie bei Bayern München einen Vertrag bis 2028.

### Nationalmannschaft
Caruso spielte zunächst für die U17- und U19-Nationalmannschaft. Am 29. August debütierte sie in Ramat Gan in der A-Nationalmannschaft, die das erstes Spiel der EM-Qualifikationsgruppe B mit 3:2 gewann. Gegen diese Mannschaft gelang ihr im zehnten EM-Qualifikationsspiel am 24. Februar 2021 beim 12:0-Sieg in Florenz mit dem Treffer zum 9:0 in der 67. Minute ihr erstes A-Länderspieltor. Im Turnier der  Europameisterschaft 2022 kam sie in allen drei Spielen der Gruppe D zum Einsatz, wobei sie einmal eingewechselt wurde und zweimal von Beginn an spielte. Des Weiteren nahm sie mit ihrer Mannschaft am Turnier um den  Algarve-Cup 2022 und um den Arnold Clark Cup 2023 teil.
Am 24. Juni 2025 wurde sie für den EM-Kader nominiert.

## Erfolge / Auszeichnungen
Nationalmannschaft
- Algarve-Cup-Finalistin: 2022

Juventus Turin
- Italienische Meisterin: 2016, 2018, 2019, 2020, 2021, 2022, 2025
- Italienische Pokalsiegerin: 2019, 2022, 2023
- Italienische Supercupsiegerin: 2019, 2020, 2021
- Wahl ins Teams des Jahres der Serie A: 2021, 2022, 2023, 2024

FC Bayern München
- Deutsche Meisterin: 2025
- DFB-Pokalsiegerin: 2025